# 죽산 전씨
죽산 전씨(竹山全氏)는 경기도 안성시 죽산면을 본관으로 하는 한국의 성씨이다. 시조 전한(全閒)은 고려에서 문과에 급제해 밀직부사로서 1231년 몽골군의 침입에 맞서 공을 세워 좌리공신(佐理功臣)으로 죽산군에 봉해졌다.

## 참고 자료
- “죽산전씨(竹山全氏)”. 뿌리를 찾아서.[깨진 링크(과거 내용 찾기)]